# 痛快!ベリーズ王国
「痛快!ベリーズ王国」（つうかい!ベリーズ王国）は、ハロープロジェクト所属の女性アイドルグループBerryz工房の夏焼雅、熊井友理奈、菅谷梨沙子（準レギュラー）がパーソナリティを務めるラジオ番組。スカパー!、スターデジオで放送されていた。

## パーソナリティー
- 夏焼雅（なつやき みやび、1992年8月25日）
- 熊井友理奈（くまい ゆりな、1993年8月3日）
- 菅谷梨沙子（すがや りさこ、1994年4月4日）

## コーナー
- 痛快!ベリーズ投稿 - Berryz工房、メンバーへの質問に答えるコーナー（レギュラーメンバー以外への質問も可）。
- 痛快!マジアツトーク - 3人の中から1人が話したいテーマについて語るコーナー。
- 痛快!言ってほしいの〜 - 言ってほしい言葉を募集しメンバーがその言葉を言うコーナー。

## 備考
- パイロット版的に℃-uteが2月、Berryz工房が3月、各グループが毎週土曜日22:00〜23:00侵略と称し放送。
- 2009年2月7日･14日･21日･28日「℃-uteのスターデジオ侵略大作戦!! 作戦ネームは…（てんてんてん）」
- 2009年3月7日･14日･21日･28日「Berryz工房のスターデジオ侵略大作戦!!作戦ネームは×××（ばつばつばつ）℃-uteには負けないからねっ!（笑）」。